# Anna Moskevská
Anna Moskevská (1393 – srpen 1417) byla nejstarší dcera moskevského velkoknížete Vasilije I. Dmitrijeviče a Žofie Litevské. Stala se roku 1411 první manželkou císaře Jana VIII. Palaiologa, které v té době vládl spolu se svým otcem císařem Manuelem II. Byl jí přidělen titul mladší císařovna, ale zemřela po třech letech bezdětného manželství, ještě před nástupem svého manžela k samostatné vládě.

## Životopis
O svatebních vyjednáváních se píše v kronikách takto:
S posílením Moskevského velkoknížectví "byly navázány nejužší politické vztahy mezi Moskvou a Byzancí po vzoru jednoty panující mezi patriarchy a ruskými metropolity. Císař Manuel II. Palaiolog, raduje se z obnovení silné státní moci v Rusku, si přál obnovit sňatkové vazby mezi Konstantinopolí a ruskými panovníky přerušené tatarským pogromem a v roce 1414 oženil svého syna Jana s Annou".
Sňatek Anny s následníkem byzantského trůnu, byl uzavřen za účasti kyjevského metropolity Fotia. Anna přicestovala do Konstantinopole v roce 1414 v doprovodu hieromonacha Zosimy.
Zemřela, podle historika Michaela Doukase (Historia Byzantina), na mor několik let po svatbě. Manželství bylo bezdětné. Jan VIII. byl v té době na své misijní cestě po Peloponésu a smrt Anny otřásla celou Konstantinopolí, neboť obyvatelé mladou ruskou kněžnu milovali.
Anna byla pohřbena v monastýru Lips (mešita Fenari Isa) v hlavním městě.

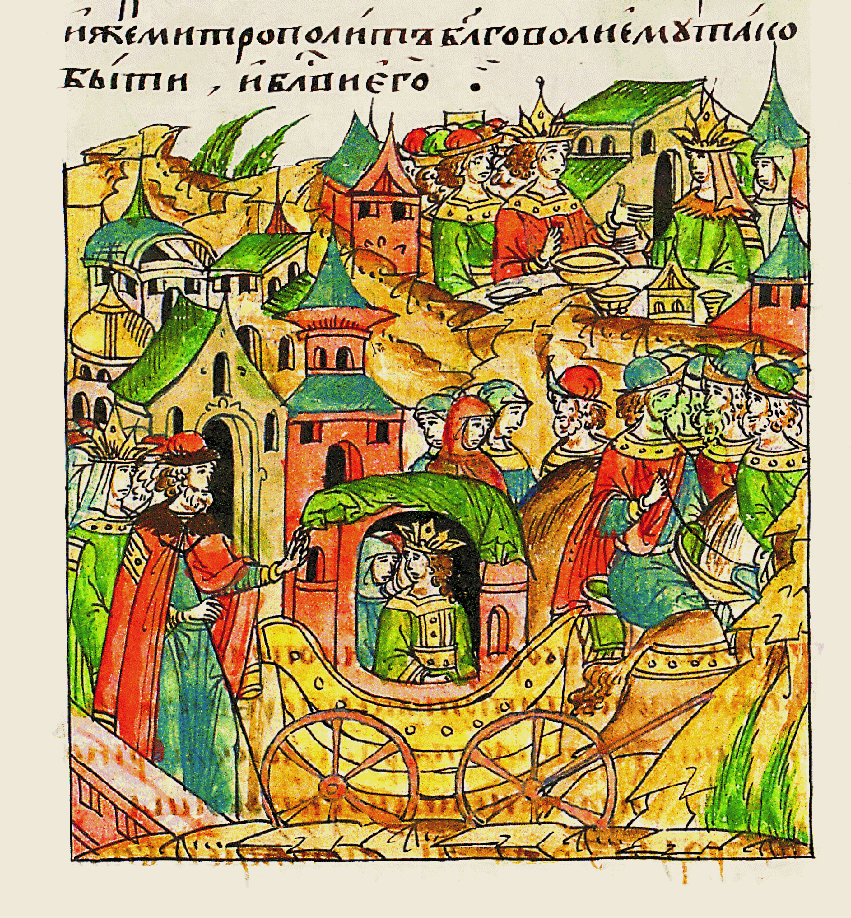
Odjezd Anny do Byzance.

Synovec Anny Vasiljevny Ivan III. se později oženil s neteří jejího manžela Sofií Palaiologovnou.